# Rizoma (filosofia)
Rizoma é um modelo descritivo ou epistemológico na teoria filosófica de  Gilles Deleuze e Félix Guattari. A noção de rizoma foi adotada da estrutura de algumas plantas cujos brotos podem ramificar-se em qualquer ponto, assim como engrossar e transformar-se em um bulbo ou tubérculo; o rizoma da botânica, que tanto pode funcionar como raiz, talo ou ramo, independente de sua localização na figura da planta, servindo para exemplificar um sistema epistemológico onde não há raízes - ou seja, proposições ou afirmações mais fundamentais do que outras - que se ramifiquem segundo dicotomias estritas. Deleuze e Guattari sustentam o que, na tradição anglo-saxã da filosofia da ciência, costumou-se chamar de antifundacionalismo (ou antifundamentalismo, ou, ainda, antifundacionismo): a estrutura do conhecimento não deriva, por meios lógicos, de um conjunto de princípios primeiros, mas sim elabora-se simultaneamente, a partir de todos os pontos sob a influência de diferentes observações e conceitualizações. Isto não implica que uma estrutura rizomática seja necessariamente flexível ou instável, porém exige que qualquer modelo de ordem possa ser modificado: existem, no rizoma, linhas de solidez e organização fixadas por grupos ou conjuntos de conceitos afins. Tais conjuntos definem territórios relativamente estáveis dentro do rizoma.

## Princípios

### Primeiro e segundo: conexão e heterogeneidade
Os pontos de um rizoma são interconectáveis a qualquer outro ponto rizomático, pois  as cadeias semióticas são permeadas por multiplicidades biológicas, políticas, econômicas, maquínicas, desejantes e outras. O rizoma conecta a semiótica ao complexo militar-industrial e às lutas sociais, por isso os agenciamentos coletivos operam como máquinas: "Uma cadeia semiótica é como um tubérculo que aglomera atos muito diversos, linguísticos, mas também perceptivos, mímicos, gestuais,cogitativos: não existe língua em si, nem universalidade da linguagem, mas um concurso de dialetos, de patoás, de gírias, de línguas especiais". As línguas são elementos de poder em multiplicidades, não sendo capaz de haver uma língua universal por serem dotadas de uma heterogeneidade inseparável.

### Terceiro: multiplicidade
O múltiplo deve ser tratado em suas multiplicidades para se separar efetivamente do uno. Quando ocorre um crescimento dimensional na multiplicidade, suas conexões são ampliadas por meio de linhas e apenas por estas, pois o rizoma não possui uma estrutura arquitetônica nem nele se encontra uma estrutura definida, já que não existem pontos ou posições, mas somente linhas. O rizoma é a própria multiplicidade, de modo que se define por exogenia: "pela linha abstrata, linha de fuga ou de desterritorialização".

## Epistemologia
Neste modelo epistemológico, a organização dos elementos não segue linhas de subordinação hierárquica – com uma base ou raiz dando origem a múltiplos ramos –, mas, pelo contrário, qualquer elemento pode afetar ou incidir em qualquer outro. Em um modelo arbóreo de organização do conhecimento - como as taxionomias e classificações das ciências - o que é afirmado dos elementos de maior nível é necessariamente verdadeiro também para os elementos subordinados, mas o contrário não é válido; já em um modelo rizomático, qualquer afirmação que incida sobre algum elemento poderá também incidir sobre outros elementos da estrutura, sem importar sua posição recíproca. O rizoma carece, portanto, de centro, característica que torna-o particularmente interessante na filosofia da ciência e política, e também para a semiótica e as teorias da comunicação contemporâneas.
As propostas topológicas, descrições das condições discursivas, que Guattari e Deleuze propõem a partir dos conceitos de raiz, radícula e rizoma apresentam possibilidades interessantes ao embasamento epistemológico para análise de sistemas.
A topologia da raiz alude a uma condição de totalitarismo, despotismo, que se exerce a partir da biunivocidade. "Isto quer dizer que este pensamento nunca compreendeu a multiplicidade: ele necessita de uma forte unidade principal, unidade que é suposta para chegar a duas, segundo um método espiritual." (DELEUZE e GUATTARI, 1980, p. 13) É uma condição que estabelece a continuidade de um eixo-tronco ao que ramifica-se dicotomicamente a partir dele e, ao partir dele, a ele retorna em sua continuidade. É uma condição de rigidez teórica e circularidade argumentativa, em que tudo no fim das contas "é porque é" através do retorno ao poder do eixo principal que é exercido sobre suas ramificações. A dicotomia é o exercício do poder totalitário que divide o mundo em ramos binários: os loucos e os normais, os dominadores e os dominados, o bem e o mal, o certo e o errado, o zero e o um.
De maneira próxima à raiz estaria a topologia da radícula, imagem da qual a modernidade se vale de bom grado. Um sistema fasciculado que visa aproximar-se da condição das multiplicidades, mas que não alcança nada além de um simulacro das mesmas. Quando se reduz uma multiplicidade a uma estrutura rígida, compensa-se seu movimento ao reduzir as suas leis de funcionamento.
Vale dizer que o sistema fasciculado não rompe verdadeiramente com o dualismo, com a complementaridade de um sujeito e de um objeto, de uma realidade natural e de uma realidade espiritual: a unidade não para de ser contrariada e impedida no objeto, enquanto que um novo tipo de unidade triunfa no sujeito. O mundo perdeu seu pivô, o sujeito não pode nem mesmo fazer dicotomia, mas ascende a uma mais alta unidade, de ambivalência ou de sobredeterminação, numa dimensão sempre suplementar àquela de seu objeto." (DELEUZE e GUATTARI, 2004, p. 14)
A condição de sujeito-objeto seria, de fato, um enclausuramento na lógica dual à medida que estas são duas dimensões suplementares. Reconhece-se aí o caos no mundo, mas o que se produz é uma imagem desse mundo à parte de qualquer movimento, qualquer devir. Produz-se agora o cosmo-radícula em vez cosmo-raiz. Trata-se de uma função que repete-se na variável, ela por ela mesma em todas as ocasiões excluindo tudo que esteja à sua margem, a unidade se repete no múltiplo, trata-se de n=1.
Os autores apresentam como seu próprio modelo uma anunciação da pós-modernidade, o conceito de rizoma, que dispõe-se a reconhecer as multiplicidades, os movimentos, os devires. A unidade estaria no múltiplo unicamente como uma subtração deste, como n-1. Ainda que possa arborificar-se em determinados momentos, o rizoma de forma alguma é uma arborificação. O rizoma, distintamente das árvores e suas raízes, conecta-se de um ponto qualquer a um outro ponto qualquer, pondo em jogo regimes de signos muito diferentes, inclusive estados de não signos. Não deriva-se de forma alguma do Uno, nem ao Uno acrescenta-se de forma alguma (n+1). Não constitui-se de unidades, e sim de dimensões. O rizoma é feito de linhas: tanto linhas de continuidade quanto linhas de fuga como dimensão máxima, segundo a qual, em seguindo-a, a multiplicidade metamorfoseia-se, mudando de natureza. O rizoma é o que já foi.
"Não se deve confundir tais linhas ou lineamentos com linhagens de tipo arborescente, que são somente ligações localizáveis entre pontos e posições. (…) O rizoma se refere a um mapa que deve ser produzido, construído, sempre desmontável, conectável, reversível, modificável, com múltiplas entradas e saídas, com suas linhas de fuga. São os decalques que é preciso referir aos mapas e não o inverso." (DELEUZE e GUATTARI, 2004, p. 32-33)
Os autores propõem o que se pode agrupar em dois tipos de sistemas: centrados e a-centrados. Os sistemas raiz e radícula podem ser classificados como centrados, privilegiando as estruturas arborescentes de ramificação hierárquica, em que cada indivíduo reconhece apenas seu vizinho ativo, seu superior hierárquico. A arborescência preexiste ao indivíduo e nela ele possui um papel fixo. A condição de repetição se instaura no sistema centrado quando as ramificações de seus galhos e suas raízes repetem-se também nas folhas, são sistemas necessariamente contínuos. As folhas são o decalque da árvore, que os articula e hierarquiza.
"Os autores assinalam a esse respeito que mesmo quando se acredita atingir uma multiplicidade, pode acontecer que essa multiplicidade seja falsa – o que chamamos tipo radícula – porque sua apresentação ou seu enunciado de aparência não hierárquica não admitem de fato senão uma solução totalmente hierárquica." (DELEUZE e GUATTARI, 2004, p. 27)
Em contraponto aos sistemas centrados, que privilegiam o centro, são apresentados os a-centrados, em que o privilégio é dos meios, dos intervalos, das ervas daninhas entre as plantações tão cartesianamente organizadas. O rizoma é classificado como a-centrado, uma rede de autômatos finitos. A condição deste tipo de sistema é a de complexidade, em que não há um decalque, uma cópia de uma ordem central, mas sim múltiplas conexões que são estabelecidas a todo o momento, num fluxo constante de desterritorialização e reterritorialização. O problema proposto pelo rizoma é análogo ao da máquina de guerra, a Firing
O rizoma, como um sistema acentrado, seria, portanto, a expressão máxima da multiplicidade em detrimento às outras duas condições apresentadas de raiz e radícula, que não expressam nada mais do que a proposta de um todo disciplinador, um totalitarismo estrutural.

## Política
O modelo rizomático presta-se para mostrar que a estrutura convencional das disciplinas epistemológicas não reflete simplesmente a estrutura da natureza, mas sim que é um resultado da distribuição de poder e autoridade no corpo social. Não se trata da apresentação de um modelo que represente melhor a realidade, mas sim da noção, oriunda do antifundacionalismo, de que os modelos são ferramentas pragmáticas, e não ontológicas. A organização rizomática do conhecimento é um método para resistir a um modelo hierárquico que reflete, na epistemologia, uma estrutura social opressiva.

## Arborescência
Arborescência ou arborescente (em francês: arborescent) refere-se à forma e estrutura de uma árvore. No pensamento de Deleuze e Guattari, arborescente remete à estrutura rígida e centralizada do conhecimento, como uma árvore com um tronco central de onde partem galhos que culminam em ideias pré-determinadas (os "frutos"). Esse modelo representa um pensamento hierárquico, ordenado e linear, muito próximo do sistema científico ocidental, onde o caminho do saber já está traçado e leva a conclusões esperadas e fixas. Deleuze e Guattari criticam essa forma de pensamento, pois ela reprime a multiplicidade e limita a criatividade, fechando possibilidades e mantendo a imaginação cativa dentro de um caminho restrito. O conceito contrasta com o pensamento "rizomático", que é aberto, não tem estrutura central e está em constante mudança. Ele contrasta com o pensamento "rizomático", que é aberto, não tem estrutura central e está em constante mudança..
O pensamento arborescente, para Deleuze e Guattari, é marcado pela insistência em princípios  absolutistas, binaristas e dualistas. O termo, usado pela primeira vez na filosofia ocidental em Mil Platôs (1980), onde se opunha ao rizoma, vem da maneira como as árvores genealógicas são desenhadas: um progresso unidirecional que impõe uma concepção metafísica dualista, criticada por Deleuze e Guattari.
Os rizomas, ao contrário, representam uma estrutura horizontal, não hierárquica, onde tudo pode estar ligado a qualquer outra coisa, sem que uma espécie central organize essas conexões: os rizomas são elos heterogêneos entre coisas. Por exemplo, Deleuze e Guattari uniram as noções de desejo e máquinas para criar o conceito de máquinas desejantes, um exemplo de rizoma que atravessa domínios distintos – o orgânico e o mecânico – sem respeitar divisões de espécie ou função.
Deleuze também critica o gerativismo de Noam Chomsky, que ele considera um exemplo perfeito da dualidade da teoria arborescente. Para Deleuze, o modelo chomskyano estrutura a linguagem em camadas hierárquicas e fixas, com uma gramática profunda que governa as regras de produção linguística, sugerindo uma origem e um destino estabelecidos.